# 40441 Jungmann
40441 Jungmann este un asteroid din centura principală de asteroizi.

## Descriere
40441 Jungmann este un asteroid din centura principală de asteroizi. A fost descoperit pe 11 septembrie 1999 la Observatorul din Ondřejov de Petr Pravec și Peter Kušnirák. Asteroidul prezintă o orbită caracterizată de o semiaxă mare de 2,54 ua, o excentricitate de 0,26 și o înclinație de 6,9° în raport cu ecliptica.